# Goodman Theatre
Goodman Theatre est une compagnie théâtrale professionnelle située dans le secteur financier du Loop à Chicago (Illinois). C'est la plus ancienne organisation théâtrale à but non lucratif actuellement active de la ville et une partie importante de la scène théâtrale de Chicago. Le complexe de Chicago comprend les Harris and Selwyn Theaters.

## Histoire
La compagnie Goodman a été fondée en 1925 en hommage au Dramaturge de Chicago Kenneth Sawyer Goodman, décédé lors de la grande pandémie de grippe en 1918. La compagnie théâtrale est financé par les parents de Goodman, M. et Mme. William O. Goodman, par un don de 250 000 $ au musée Art Institute of Chicago afin de créer une compagnie de répertoire professionnel et une école d'art dramatique, rattachée à l'École de l'Art Institute of Chicago.
La première salle de théâtre est conçue par l'architecte Howard Van Doren Shaw et prend place à proximité du musée (à l'emplacement maintenant occupé par l'aile moderne du musée), bien que sa conception ait été gravement entravée par des restrictions d'emplacement entraînant une mauvaise acoustique et un manque d'espace pour les décors et les effets.
La cérémonie d'ouverture a lieu le 20 octobre 1925 et propose trois pièces de Kenneth Sawyer Goodman : Back of the Yards, The Green Scarf et The Game of Chess . Deux soirs plus tard, le théâtre présente sa première représentation publique, The Forest de John Galsworthy. La compagnie a principalement réalisé des productions étudiantes avec l'ajout de joueurs professionnels jusqu'aux années 1950.
En 1969, sous la direction artistique de John Reich, elle devient enfin une entreprise pleinement professionnelle. En 1978, l'école d'art dramatique est devenue une partie de l'Université DePaul.
En 2000, la compagnie emménage dans de nouvelles installations au 170 North Dearborn dans le quartier des théâtres de Chicago comprenant les Harris and Selwyn Theaters. Le complexe de 171 000 pieds carrés (15 886 m2))  est conçu par les cabinets KPMB Architects, DLK Architecture Inc., McClier Corporation. Il dispose de deux auditoriums entièrement modernes, nommés Albert et Owen, du nom de deux membres de la famille Goodman qui continuent d'être des donateurs majeurs. En août 2000, le directeur artistique Michael Maggio décédé et la société créé le Michael Maggio Emerging Designer Award en son honneur, décerné en même temps que le Michael Merritt Award for Excellence in Design and Collaboration,

## Productions

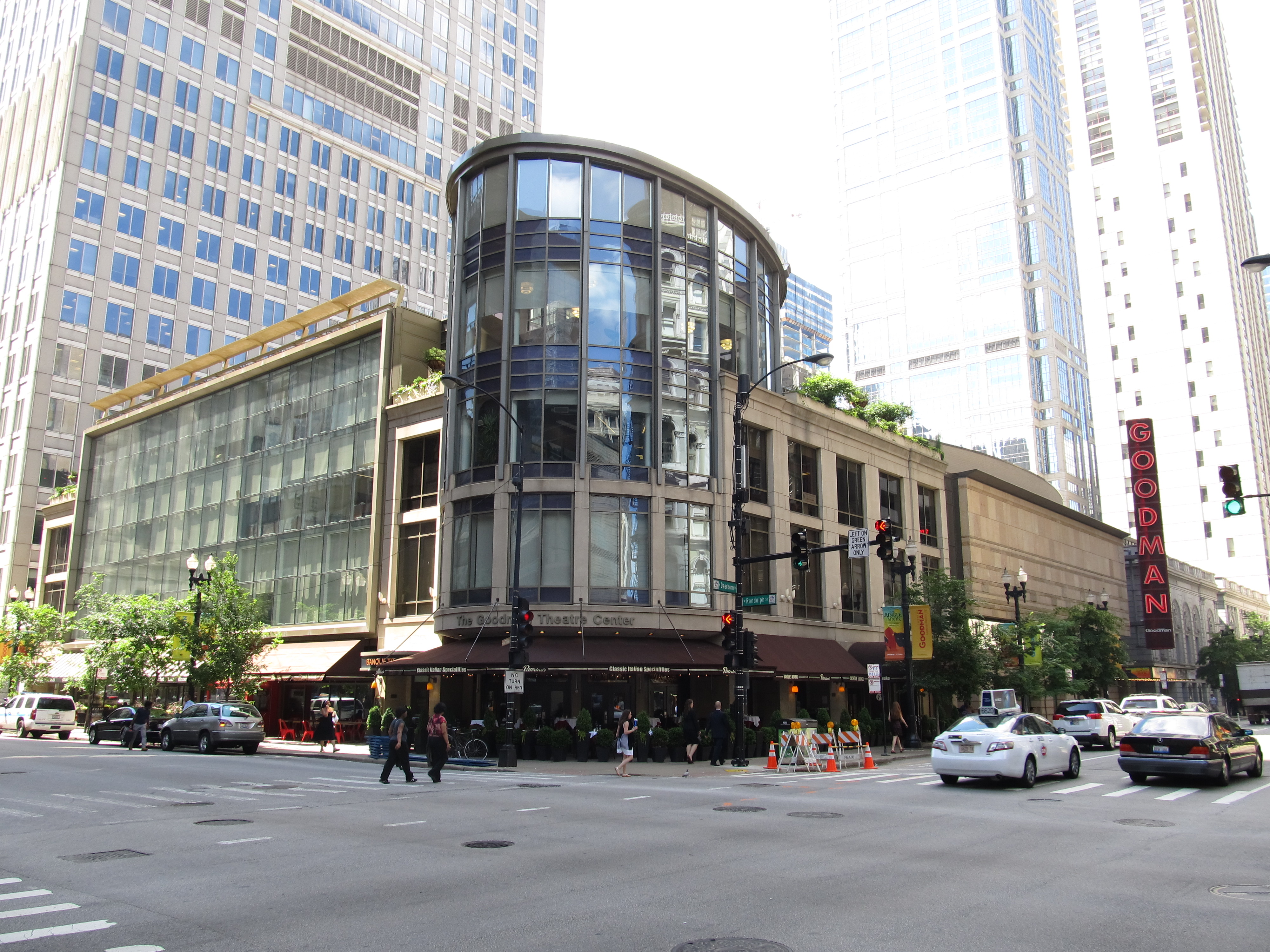
Le complexe Goodman Theatre Center avec derrière les deux théâtres jumeaux Harris and Selwyn Theaters.

Avec la production de Radio Golf en 2007, le Goodman est devenu le premier théâtre à monter une production de chacune des dix pièces du cycle de Pittsburgh d'August Wilson.
Depuis les années 1970, la compagnie présente Un chant de Noël chaque année en décembre.
Parmi les productions mises en scène par la compagnie Goodman on peut citer :
- Hay Fever,
- Lady Windermere's Fan,
- The Little Foxes,
- You Can't Take it with You,
- Born Yesterday
- Pal Joey,
- To Be Young
- Gifted and Black ,
- Guys and Dolls,
- Talley's Folly,
- A House Not Meant to Stand,
- A Soldier's Play,
- Fences,
- Sunday in the Park with George,
- La visite,
- Danse à Lughnasa,
- Arcadia,
- Floyd Collins,
- Hollywood Arms,
- Dinner with Friends,
- La chèvre ou Qui est Sylvia ?,
- The Light in the Piazza ,
- Je suis ma propre femme
- Rabbit Hole.